# Османская миниатюра

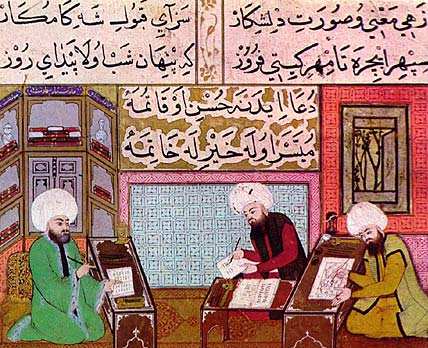
Художники за работой (1595—1603)

Османская миниатюра (иногда называемая турецкой миниатюрой; тур. Osmanlı minyatür sanatı) — форма искусства в Османской империи, которая может быть связана с персидской миниатюрной традицией, а также с китайским художественным влияниям. Она была частью книжного искусства Османской империи: вместе с иллюминацией (tezhip), каллиграфией (hat), мраморной бумагой (ebru) и переплётом (cilt). Слова taswir или nakish использовались при обозначении миниатюрной живописи в самой Османской Турции. Студии, в которых работали художники, назывались «наккашане».

## Создание

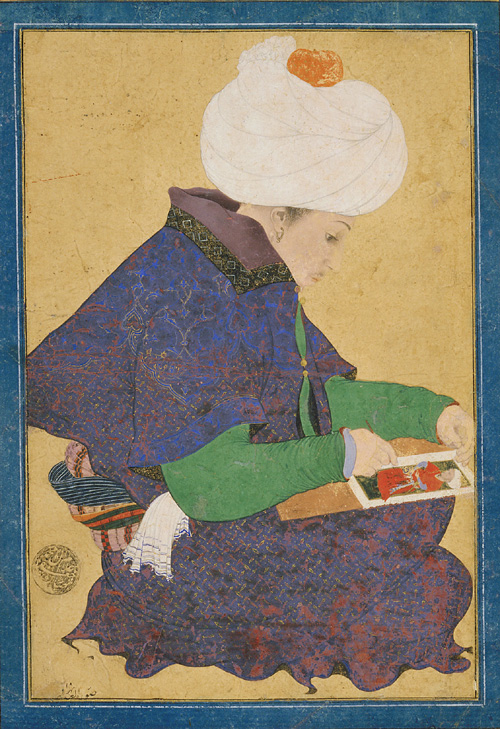
Портрет художника периода правления Мехмеда II

Сами миниатюры обычно не подписывались авторами, что, возможно, было связано с «отказом от индивидуализма» или являлось следствием того, что работы создавались не одним человеком. По традиции главный художник разработал композицию (сцену) миниатюры, а его ученики и подмастерья прорисовывали контуры (которые назывались «тахрир») чёрными или цветными чернилами, а затем — рисовали саму миниатюру, не создавая иллюзии третьего измерения (перспективы). В некоторых рукописях современными исследователями обнаружены имена и даже изображения главных художников, но, гораздо чаще, изображался писарь, работавший над текстом.
Понимание перспективы в османской миниатюре было отличным от такового в «соседней» европейской живописи эпохи Возрождения: изображённая сцена часто включала различные временные периоды в рамках одного изображения. Миниатюры аккуратно следовали за контекстом книги, в которую они были включены, напоминая более современные иллюстрации, чем «автономные» произведения искусства.
Краски для цветных миниатюр получались из порошковых пигментов, смешанных с яичным белком, а позже — с разбавленным гуммиарабиком. Полученные таким образом цвета были яркими. Контрастные цвета ещё больше подчеркивали это качество. Наиболее используемыми цветами в османских миниатюрах были ярко-красный, алый, зелёный и различные оттенки синего.
Мировоззрение, лежащее в основе османской миниатюрной живописи, также отличалось от мировоззрения европейской ренессансной традиции: художники в основном не стремились изображать людей, животных или неживые предметы реалистично, хотя возрастающий реализм всё же обнаруживается в работах начиная с конца XVI века. Оттоманские художники в своих работах как бы намекали на бесконечную и трансцендентную реальность (то есть на Аллаха — согласно пантеистической точке зрения, присущей суфизму): в результате чего получались стилизованные и абстрактные изображения.

## История и развитие

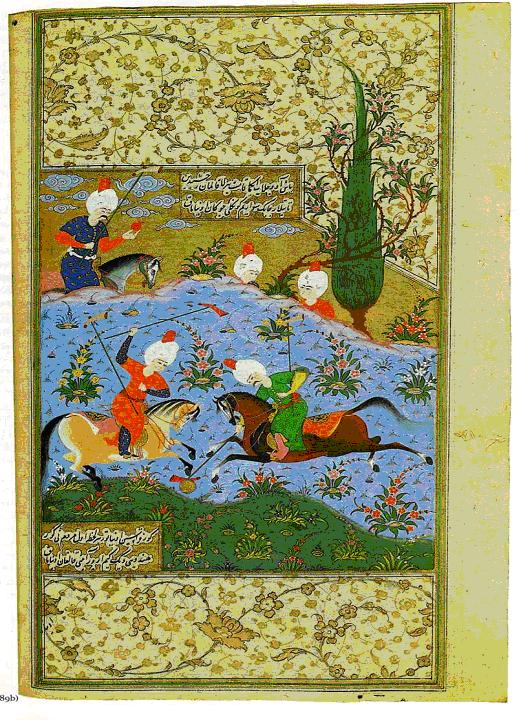
Украшение арабесками османской миниатюры XVI века. Из библиотека Сулеймана Великолепного

Во время правления султана Мехмеда II в дворце Топкапы в Стамбуле был создан семинар «Наккашане-и-Рум», который также функционировал как академия для создания иллюминированных рукописей, использовавшихся как султаном, так и придворными. В начале XVI века мастерская персидских миниатюристов в Герате была закрыта, а её знаменитый художник Бехзад (или Бихзад) отправился в Тебриз. После того, как османский султан Селим I в 1514 году на короткое время завоевал Тебриз и отправил много местных рукописных книг в Стамбул, во дворце Топкапы создана «Персидская академия живописи».
В результате, художники этих двух академий создали две разные школы живописи: художники из Наккашане-и-Рума специализировались на документальных книгах, в то время как «персидские мастера», демонстрировали публике и какую-то часть личной жизни правителей (их портреты и исторические достижения). В последних работах можно встретить изображения свадеб и, особенно, торжеств обрезания. Среди работ имелись также и научные книги: по ботанике и зоологии, алхимии, космографии и астрологии, медицине, технические произведения и даже любовные письма.
Царствование Сулеймана Великолепного (1520—1566) и, в особенности, Селима II (1566—1574) во второй половине XVI века стало «золотым веком» османской миниатюры — в этот период она достигла своего пика. Наккаш Осман (известный как Осман-миниатюрист) был самым важным миниатюрным живописцем того времени, а художник Нигари — важнейшим портретистом эпохи. Матракчи Насух был знаменитым художником-миниатюристом во времена правления как Селима I, так и Сулеймана Великолепного: он создал новый жанр живописи под названием «топографическая живопись». В своих работах он изображал города, порты и замки — причём, без человеческих фигур — и активно комбинировал сцены (на его работах одну сцену можно часто наблюдать с разных точек зрения).
Во времена правления Селима II (1566—1574) и Мурада III (1574—1595) был создан классический стиль османской миниатюры. Известными миниатюристами этого периода были Наккаш Осман, Али Челеби, Молла Касым, Хасан Паша и Лютфи Абдулла. К концу XVI века и в начале века XVII, особенно во время правления султана Ахмеда I, популярными стали отдельные миниатюры, создававшиеся на отдельной странице и предназначенные для сбора в альбомы. Они существовали и во времена Мурада III, который заказал себе целый альбом у живописца Велижана. К XVII столетию миниатюрная живопись стала популярна среди жителей Стамбула.

## В культуре
- Османским миниатюристам и закату искусства миниатюры в Османской империи посвящён роман Орхана Памука «Имя мне — Красный».

## Галерея

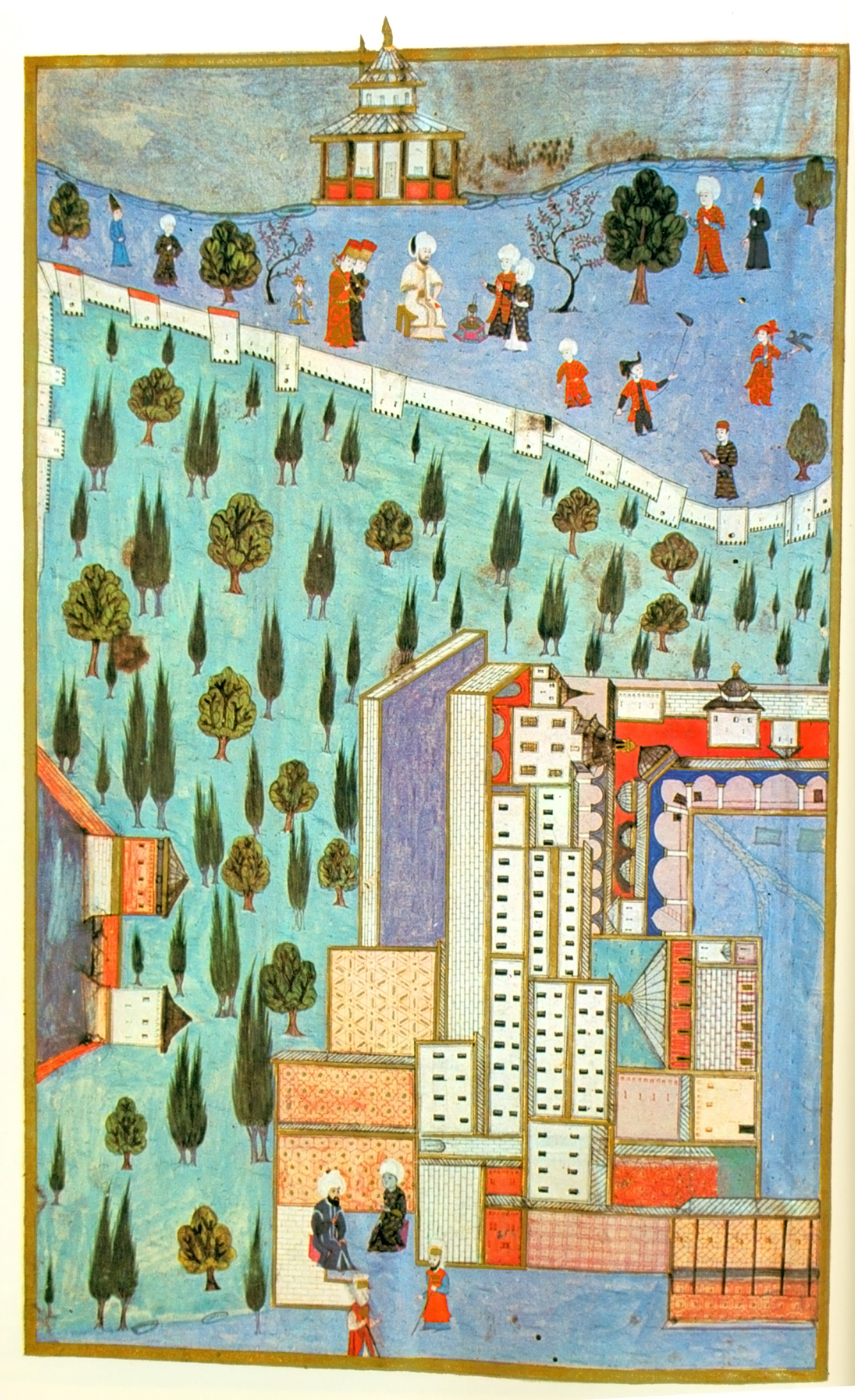
Топкапы во время правления Селима I
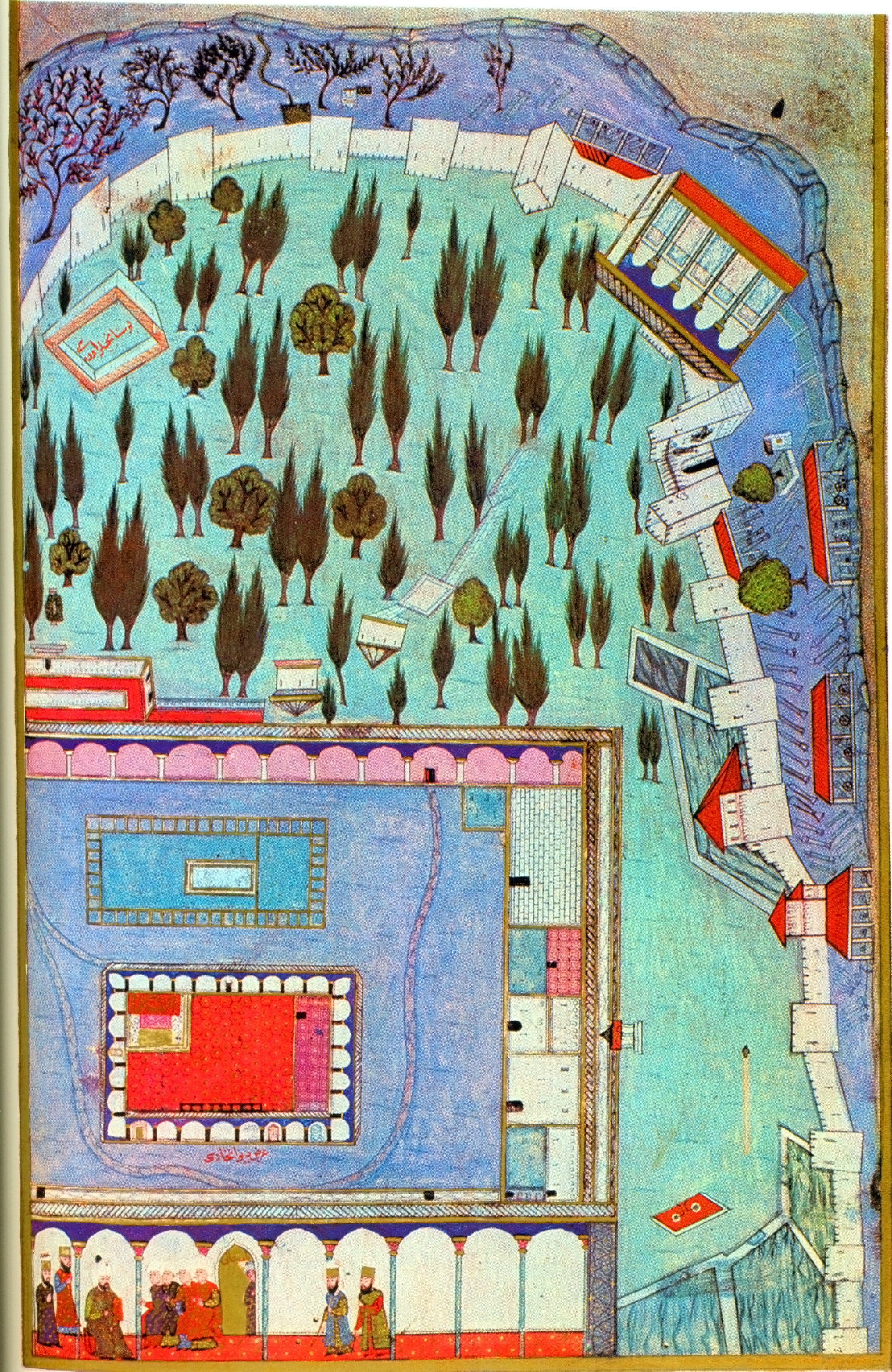
Топкапы во время правления Селима I
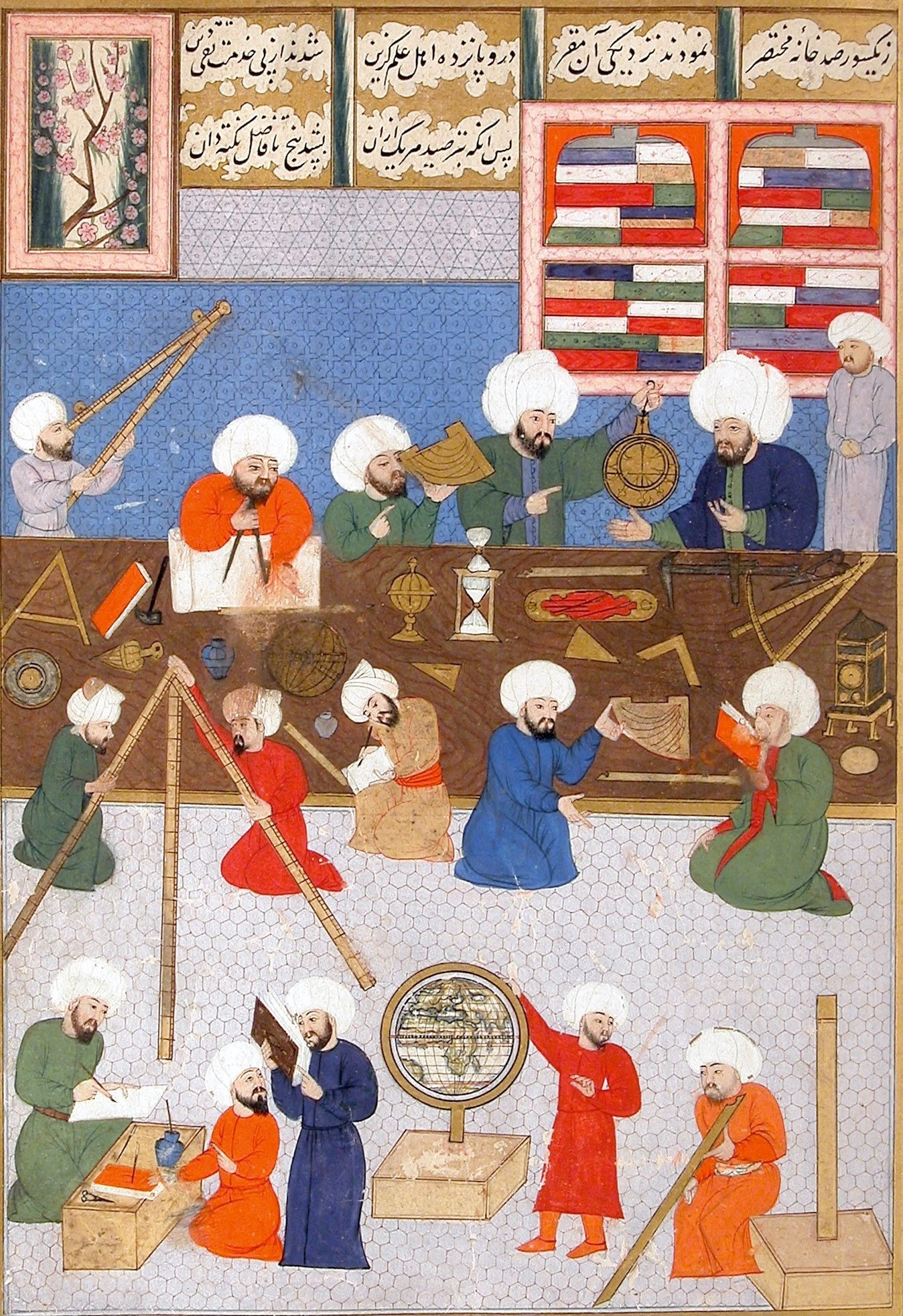
Османские астрономы работают под руководством Таки ад-Дина в Стамбульской обсерватории
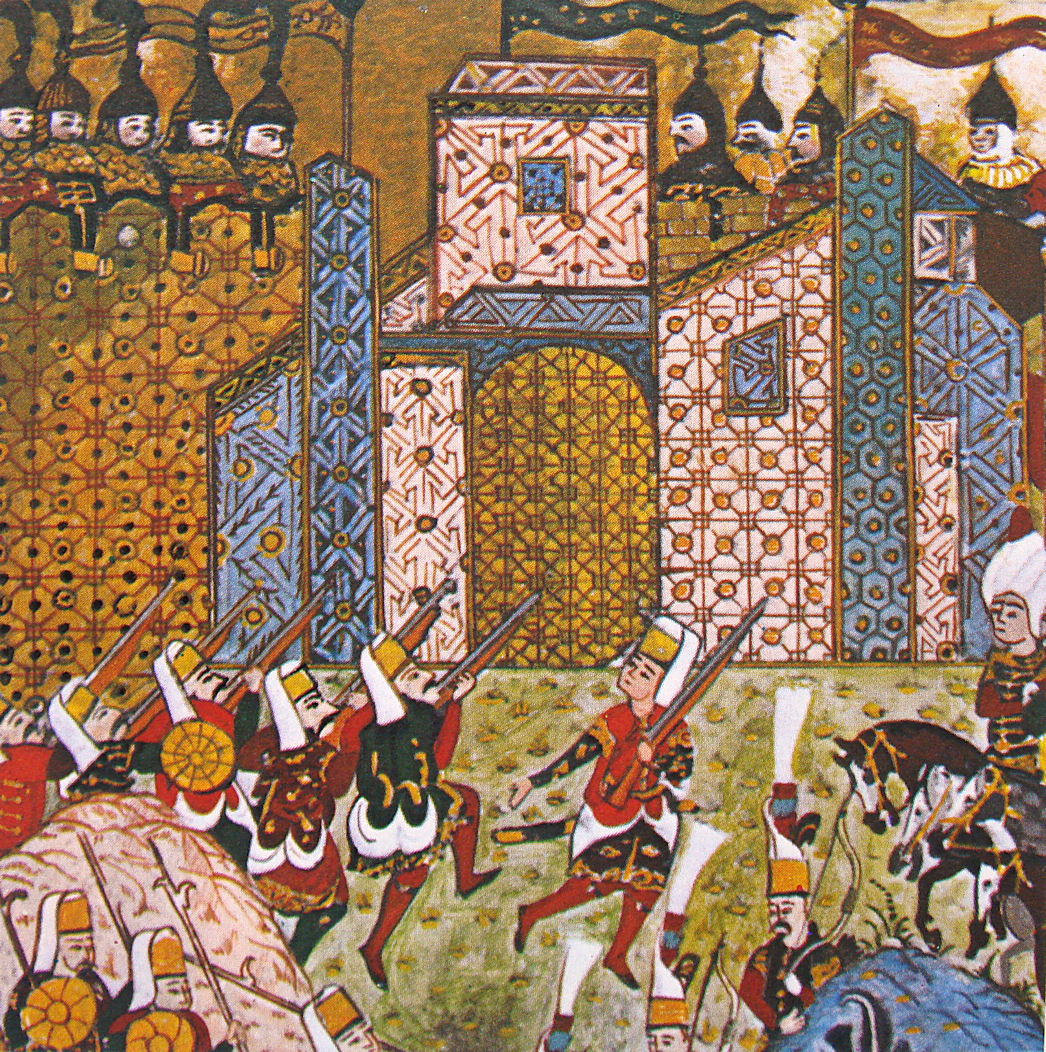
Османские янычары и защищающиеся рыцари Святого Иоанна во время Осады Родоса (1522)
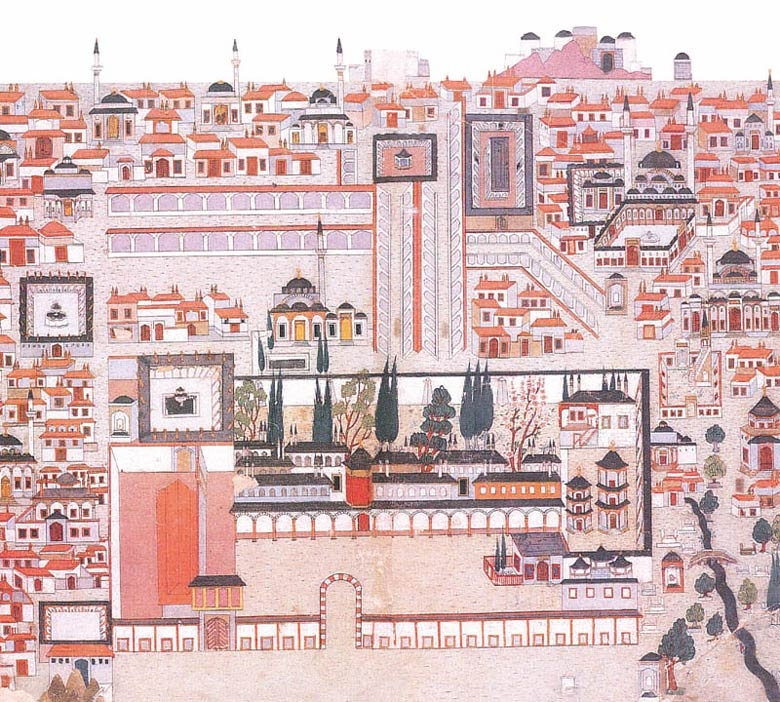
Город Маниса с дворцом, построенным султаном Мурадом II
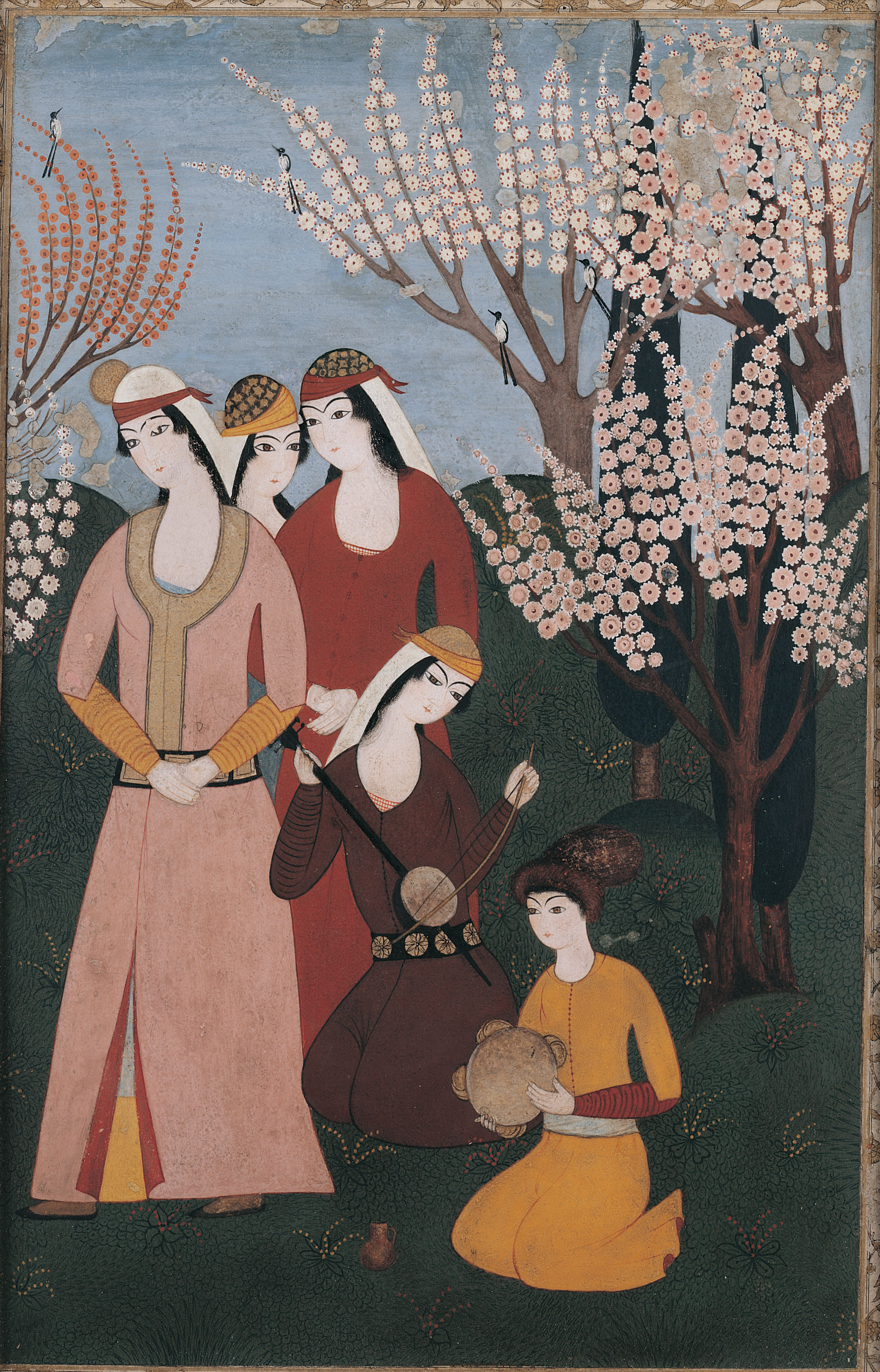
Музыкальный сбор, османская, XVIII век
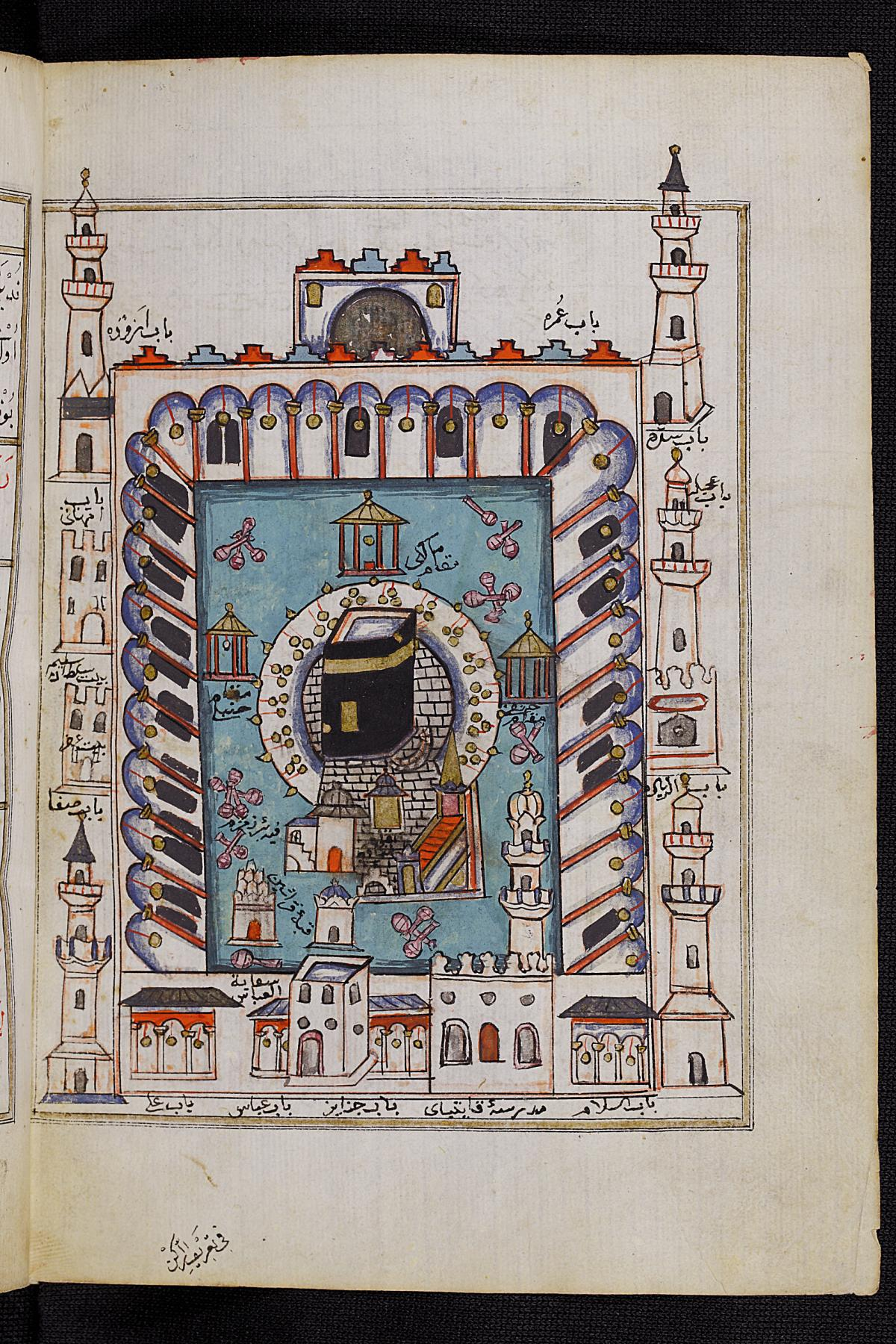
Мечеть аль-Харам в Мекке изображена в Китаб-и Менасик-и Хадж (1646)
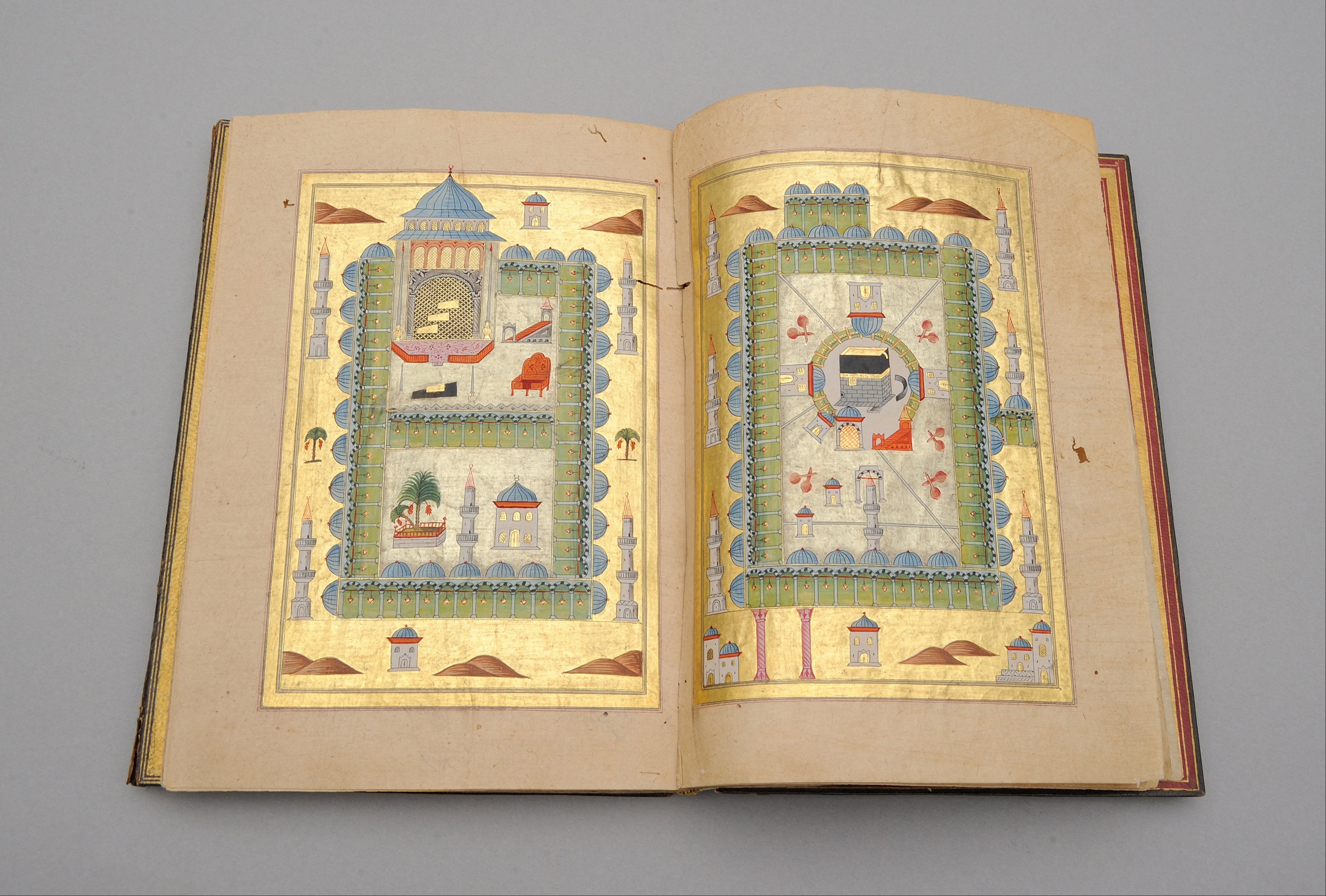
Далаил аль-Хайрат Мухаммада аль-Джазули (османская рукопись 1801 г.)
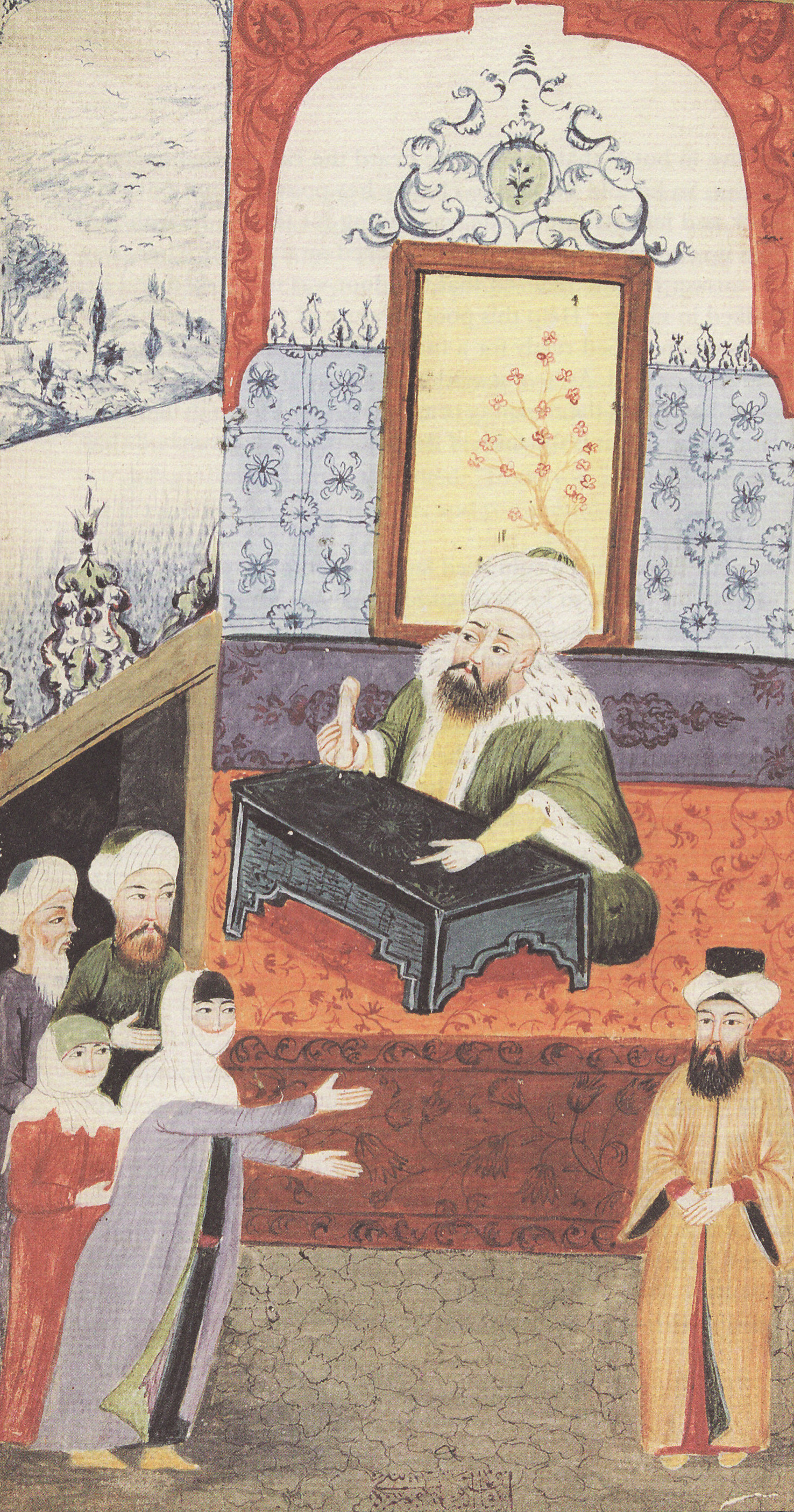
Несчастная жена жалуется кади о бессилии её мужа
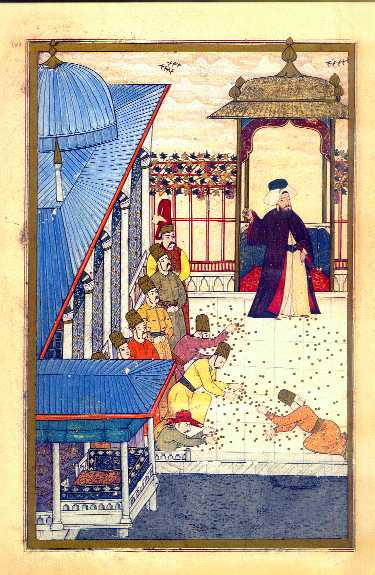
Султан рассыпает золотые монеты, Сурнаме-и Хумаюн (XVI век)
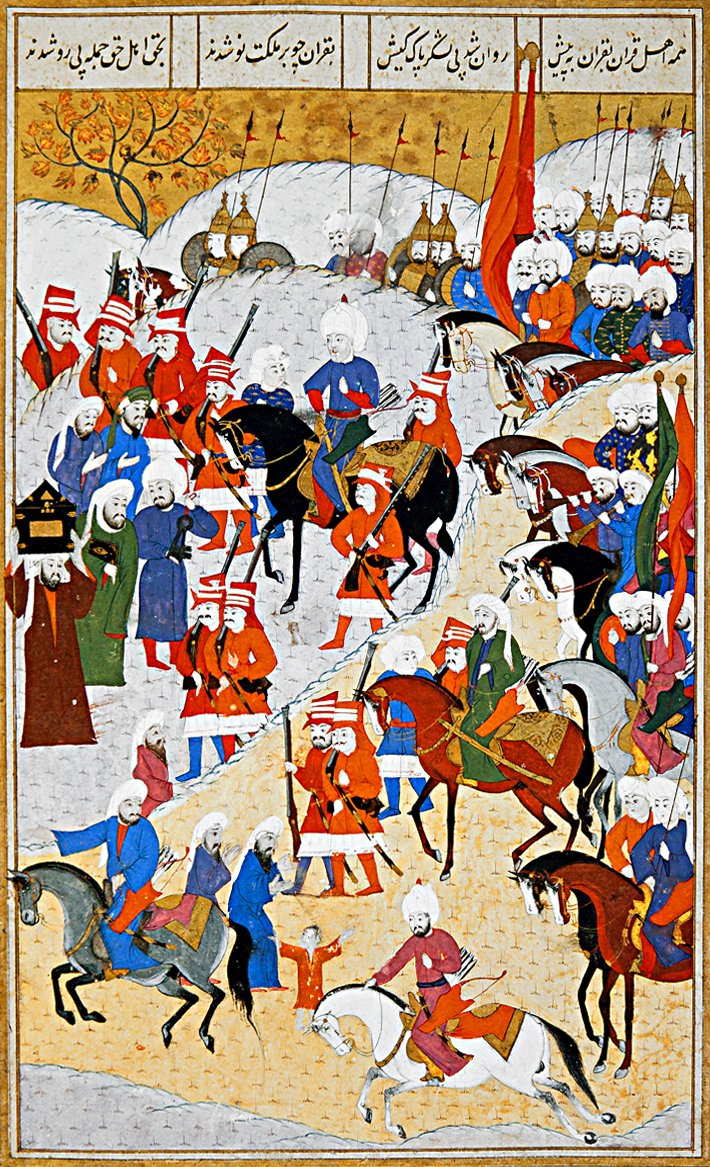
Рамадан Паша, бейлербей Османского Алжира (XVI век)
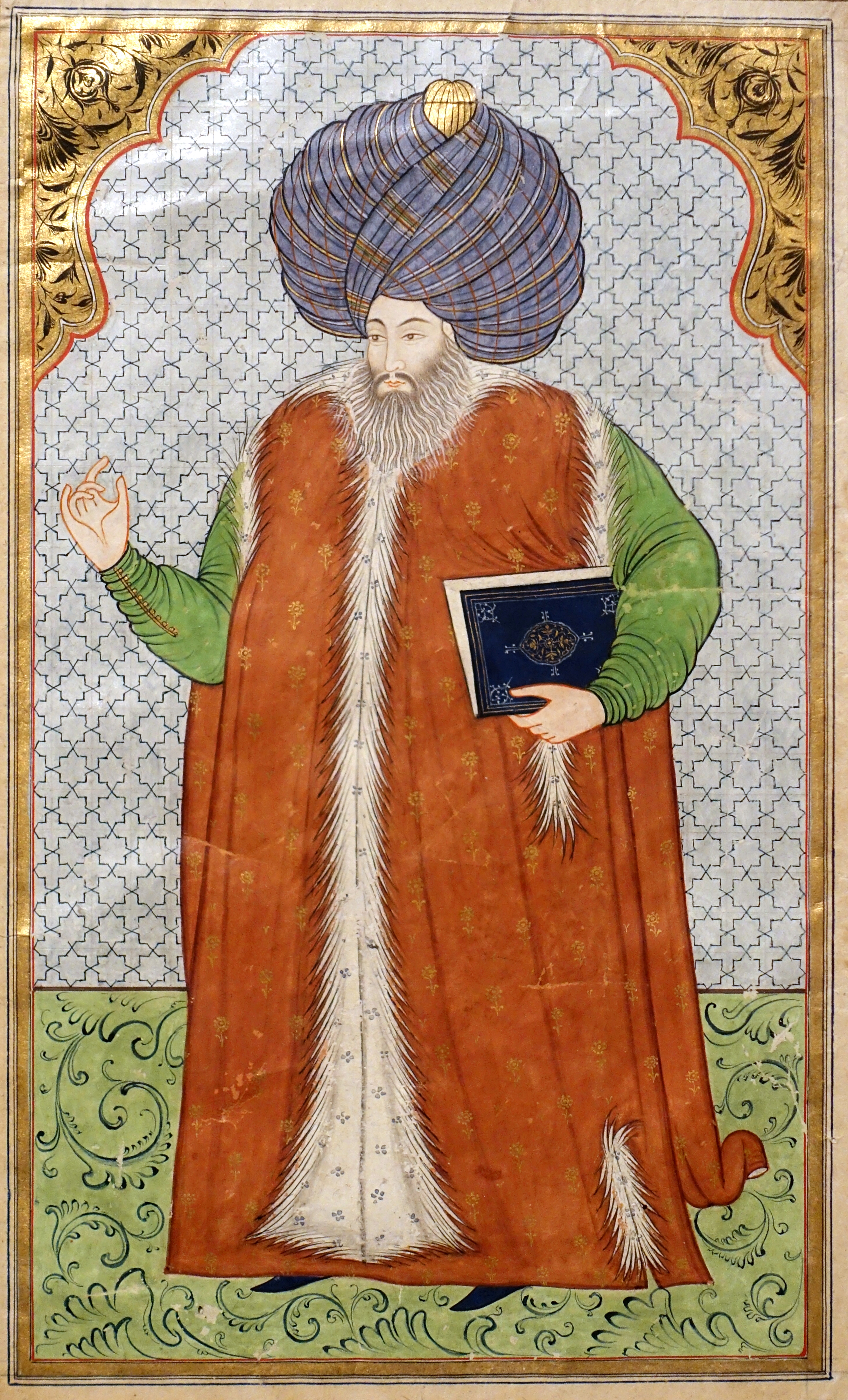
Османский чиновник, Турция, Стамбул, ок. 1650
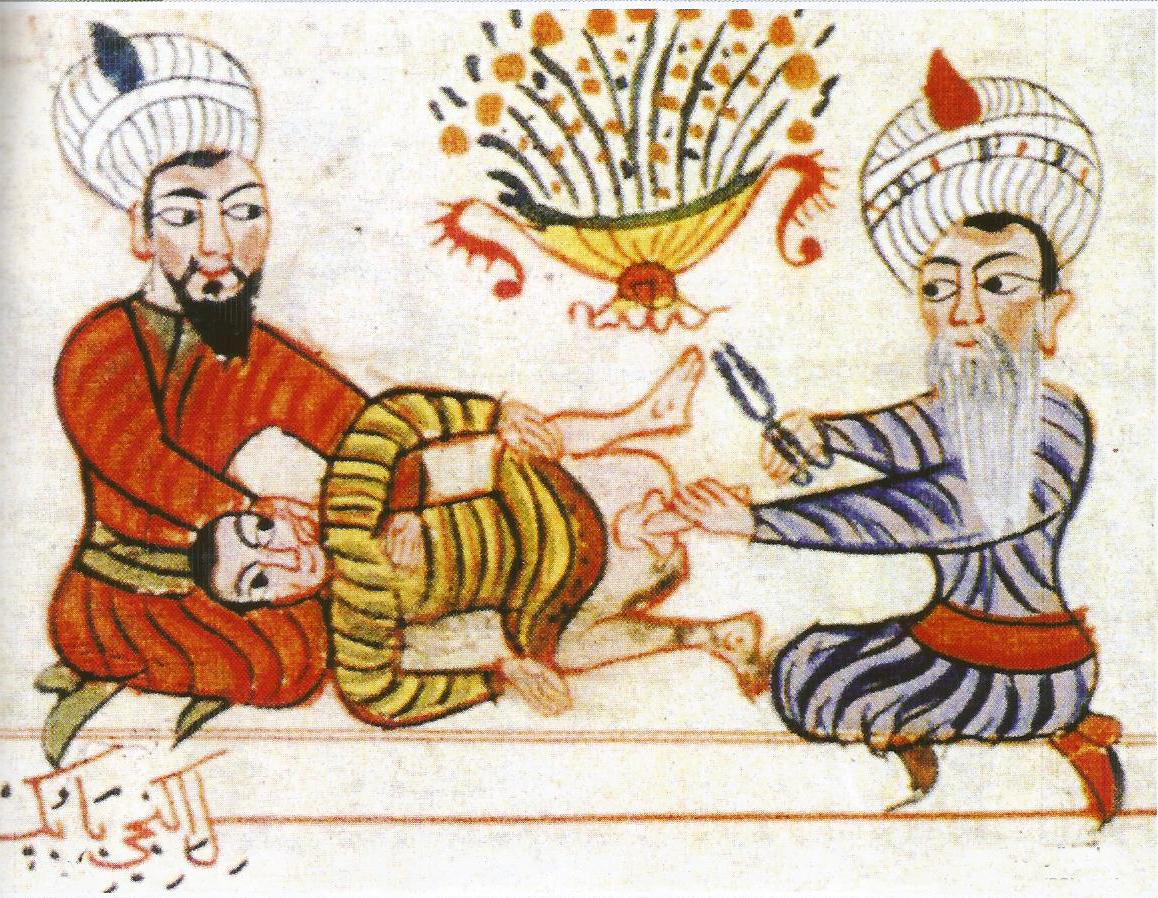
Обрезание из Джеррахиету'л Хание (Операции для здоровья) Сабункуоглу Черафеддина (ок. 1450)
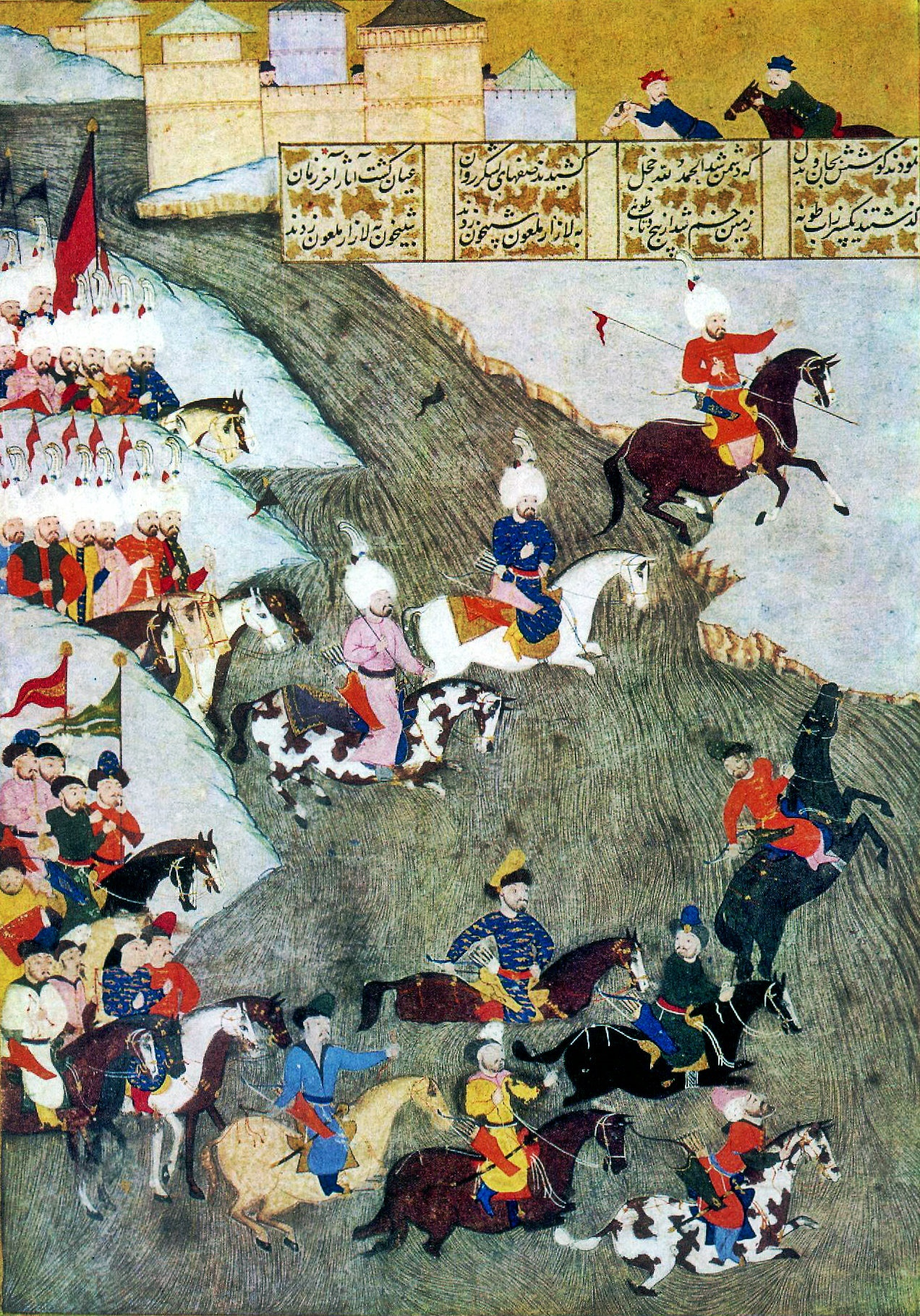
Сигетварская битва (1566)
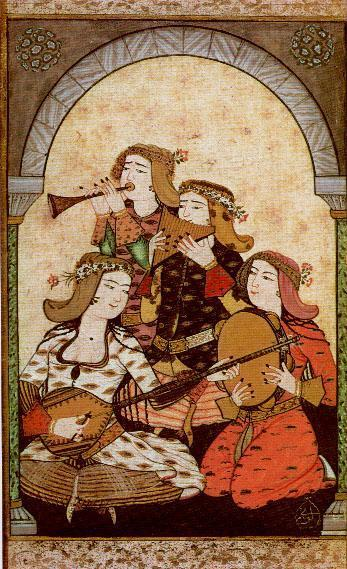
Женщины-музыканты, из Сурнаме-и Вехби (ок. 1720)
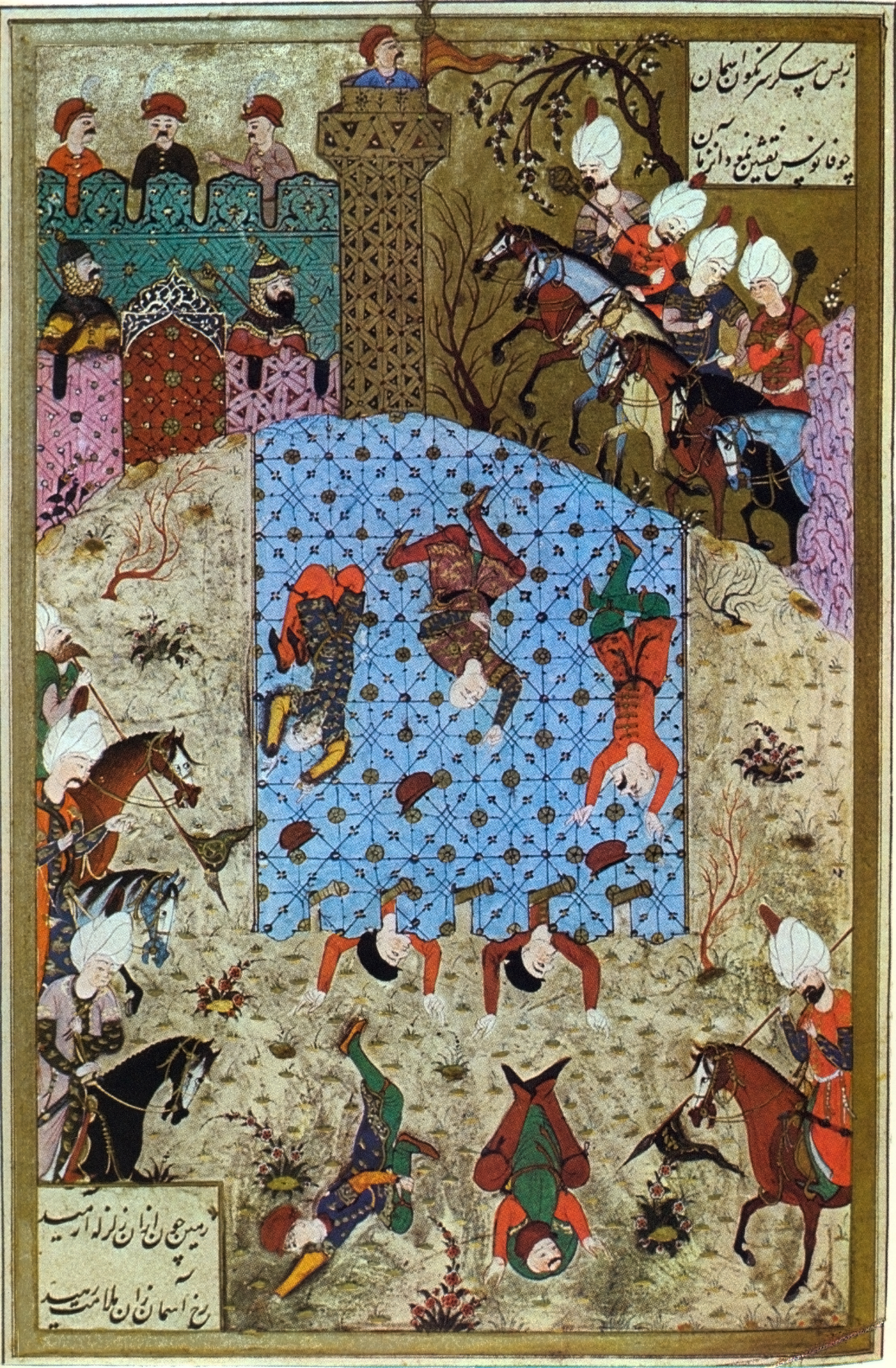
Взятие Буды (1526)
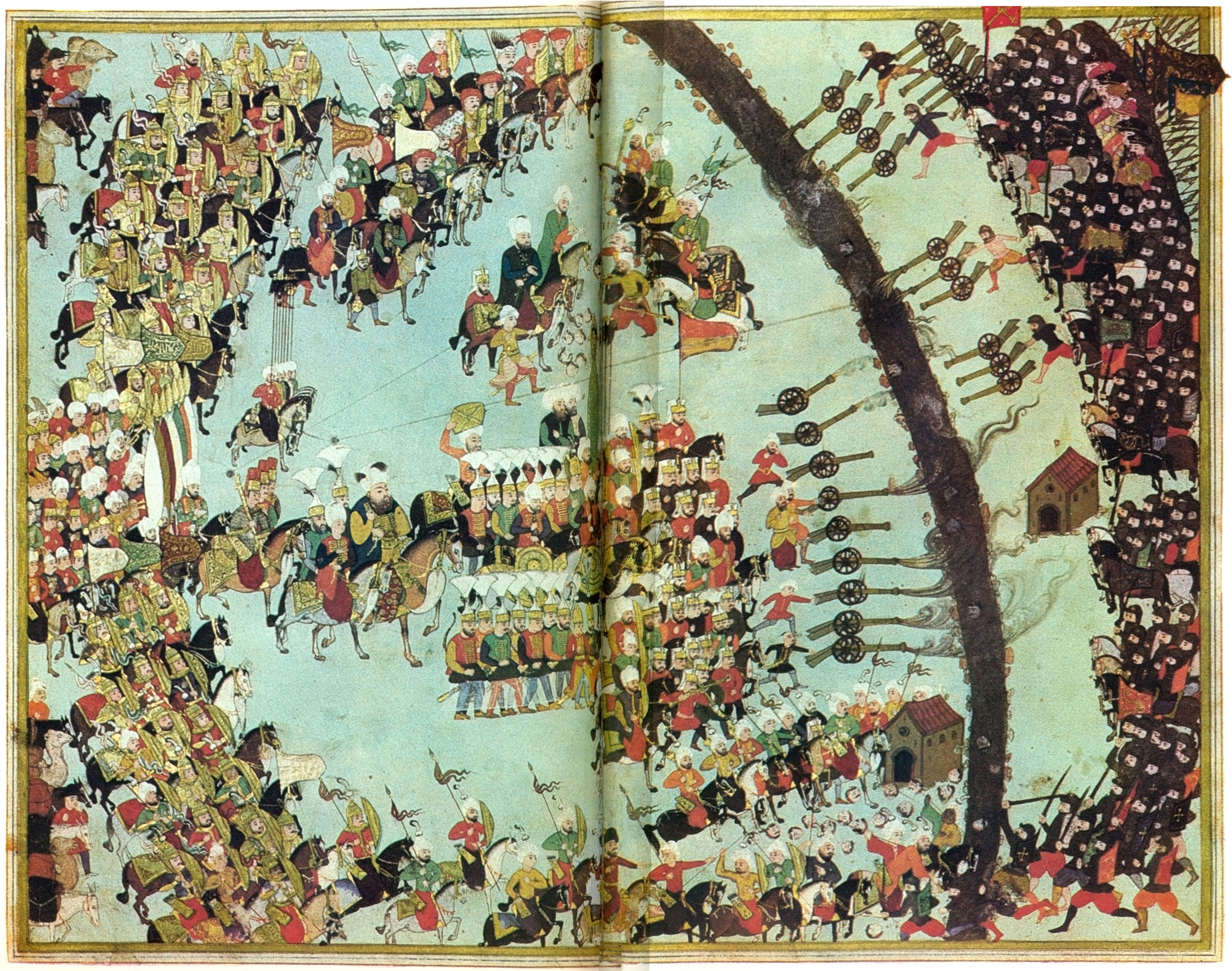
Керестецкая битва (1596)
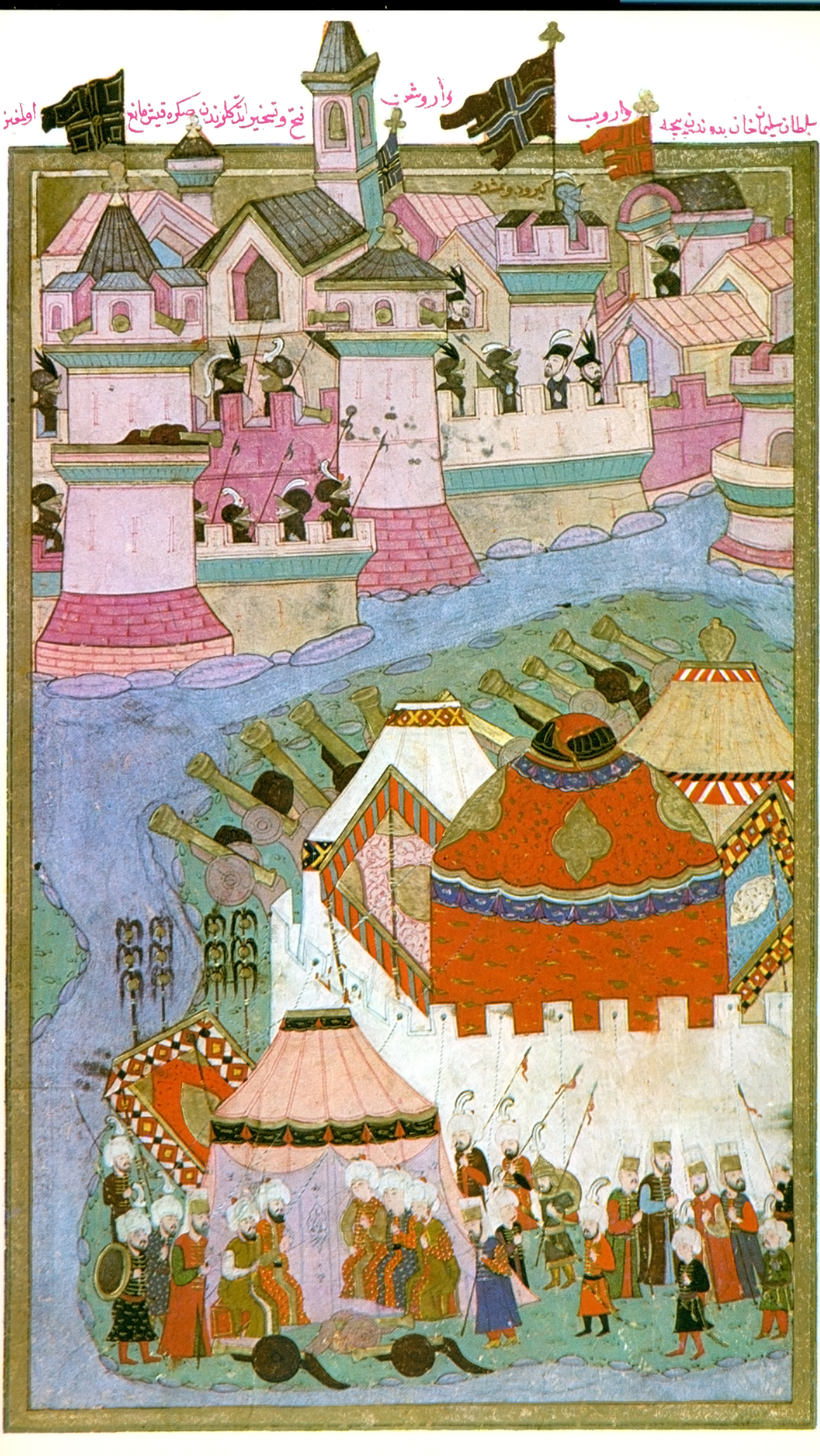
Военный совет после неудачной первой осады Вены (1529)
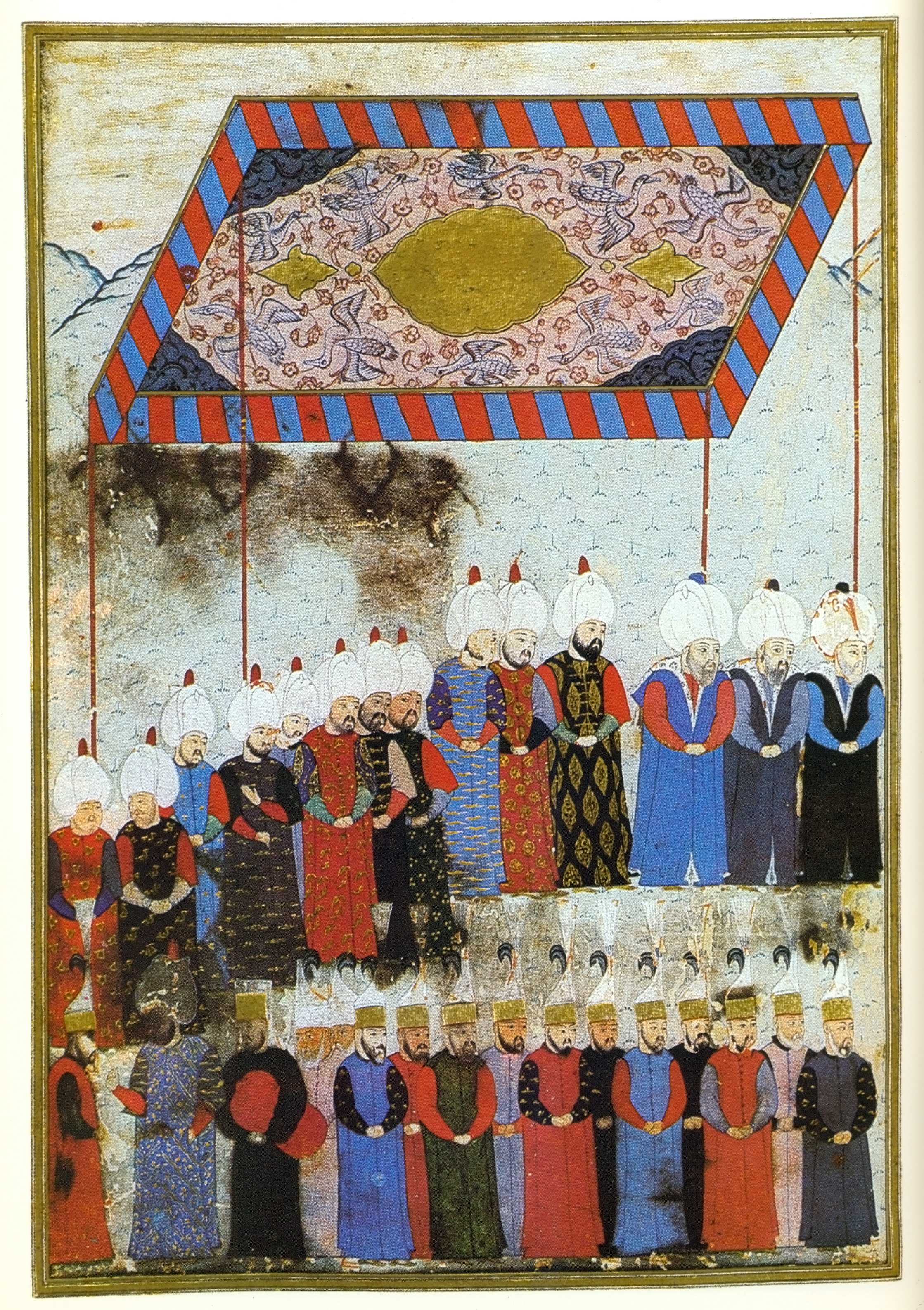
Селим II восходит на трон
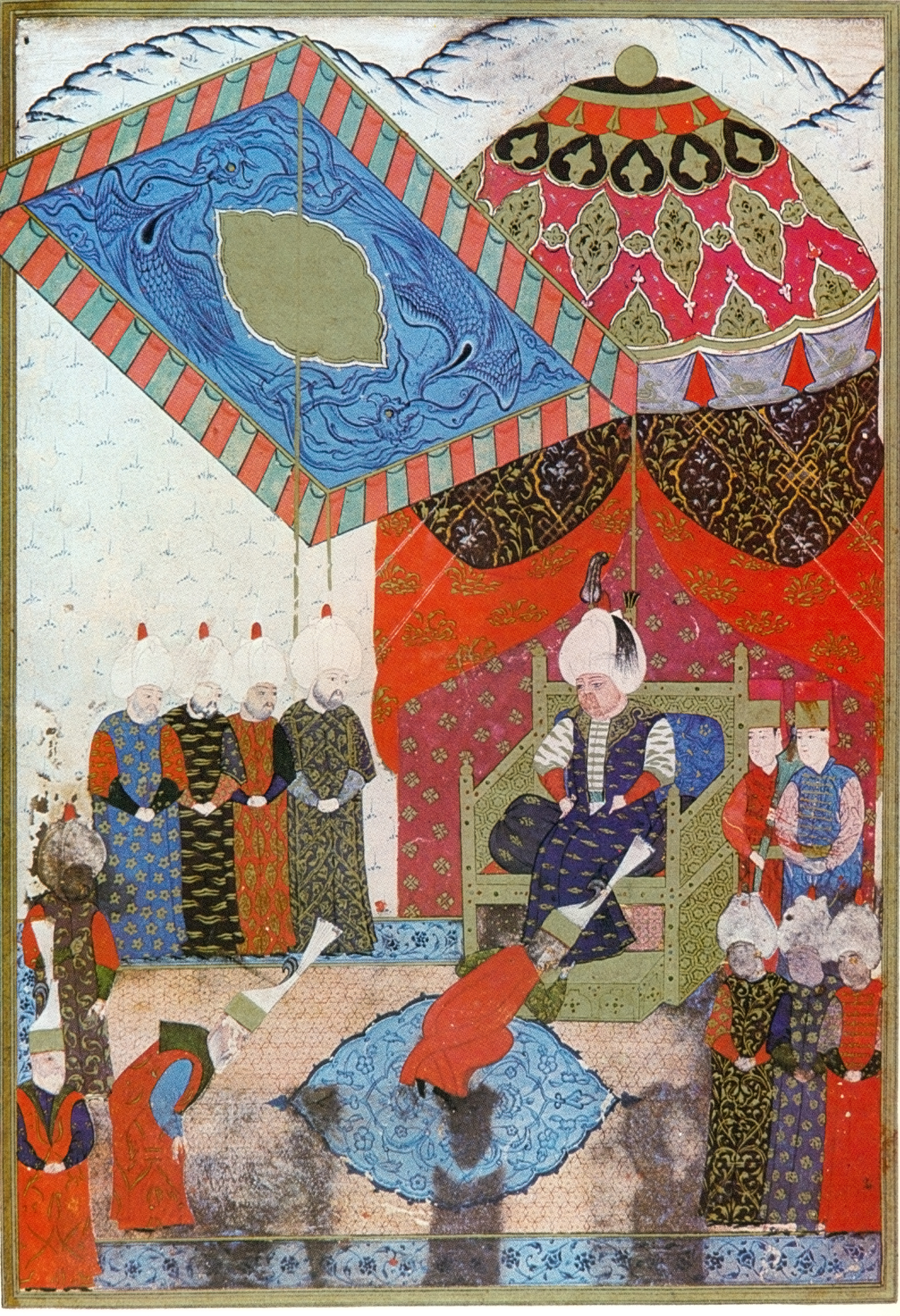
Селим II восходит на трон
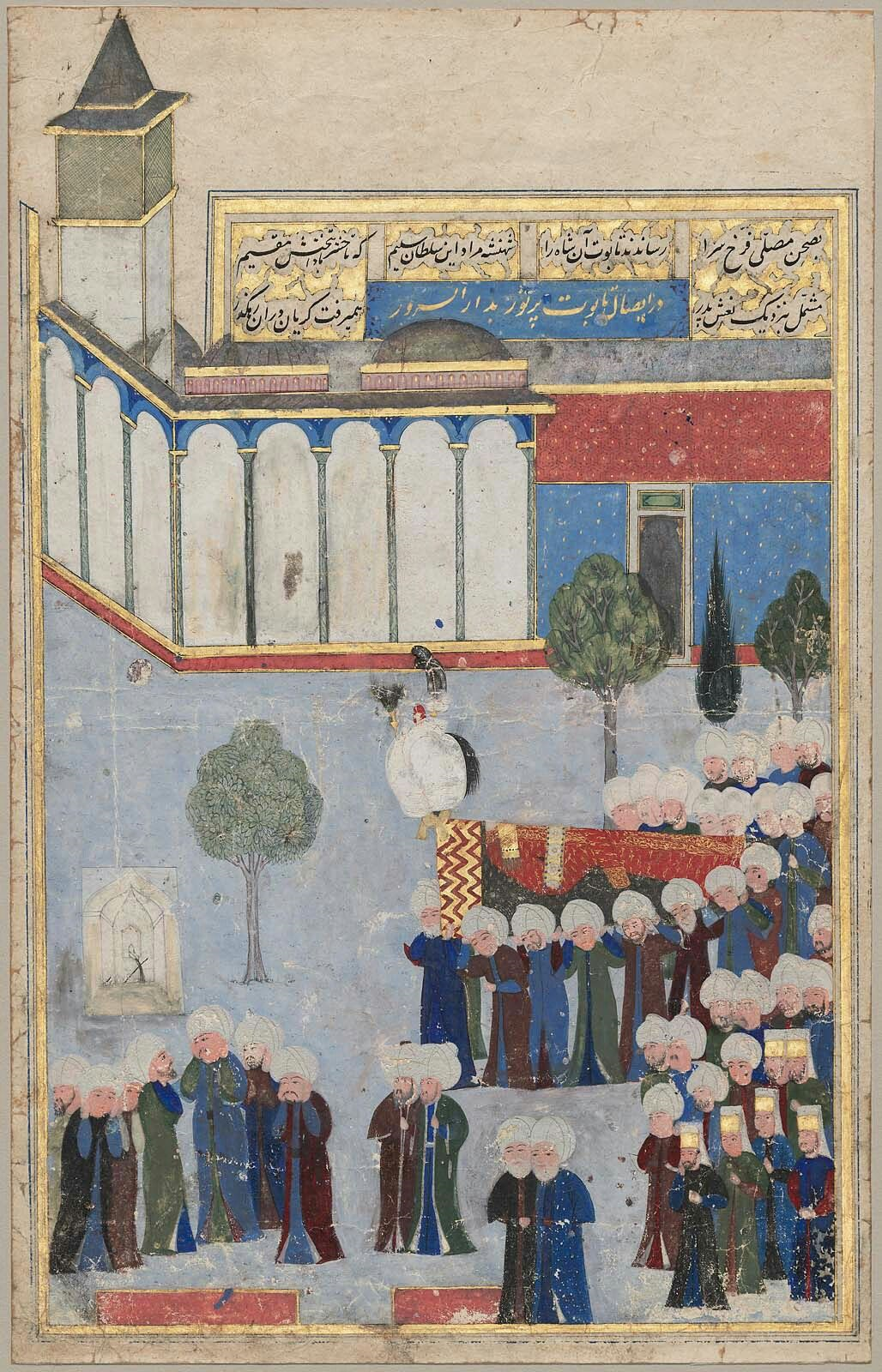
Похороны Мурада II
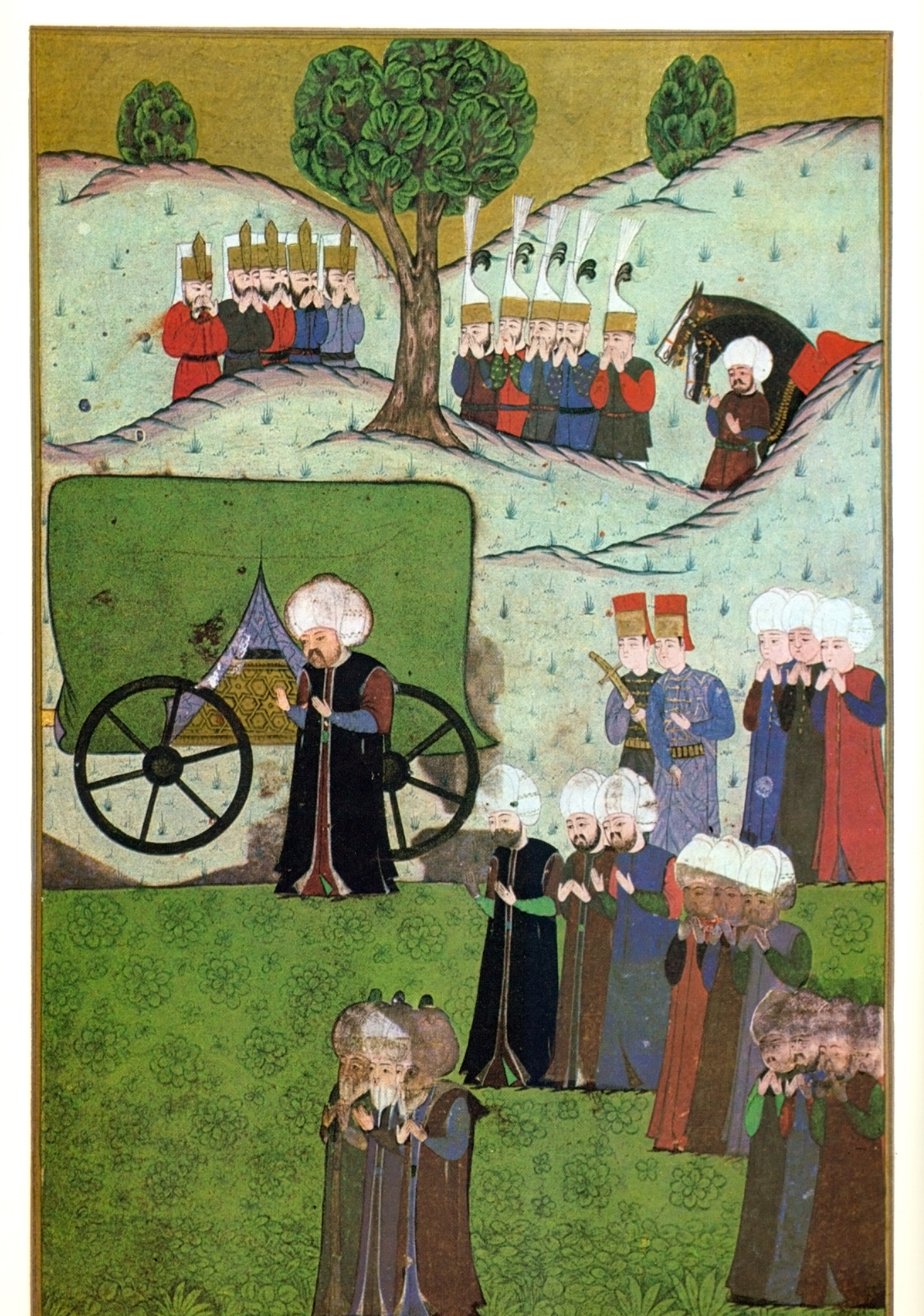
Армия Сулеймана I прибывает в Белград, Селим II ждёт этого
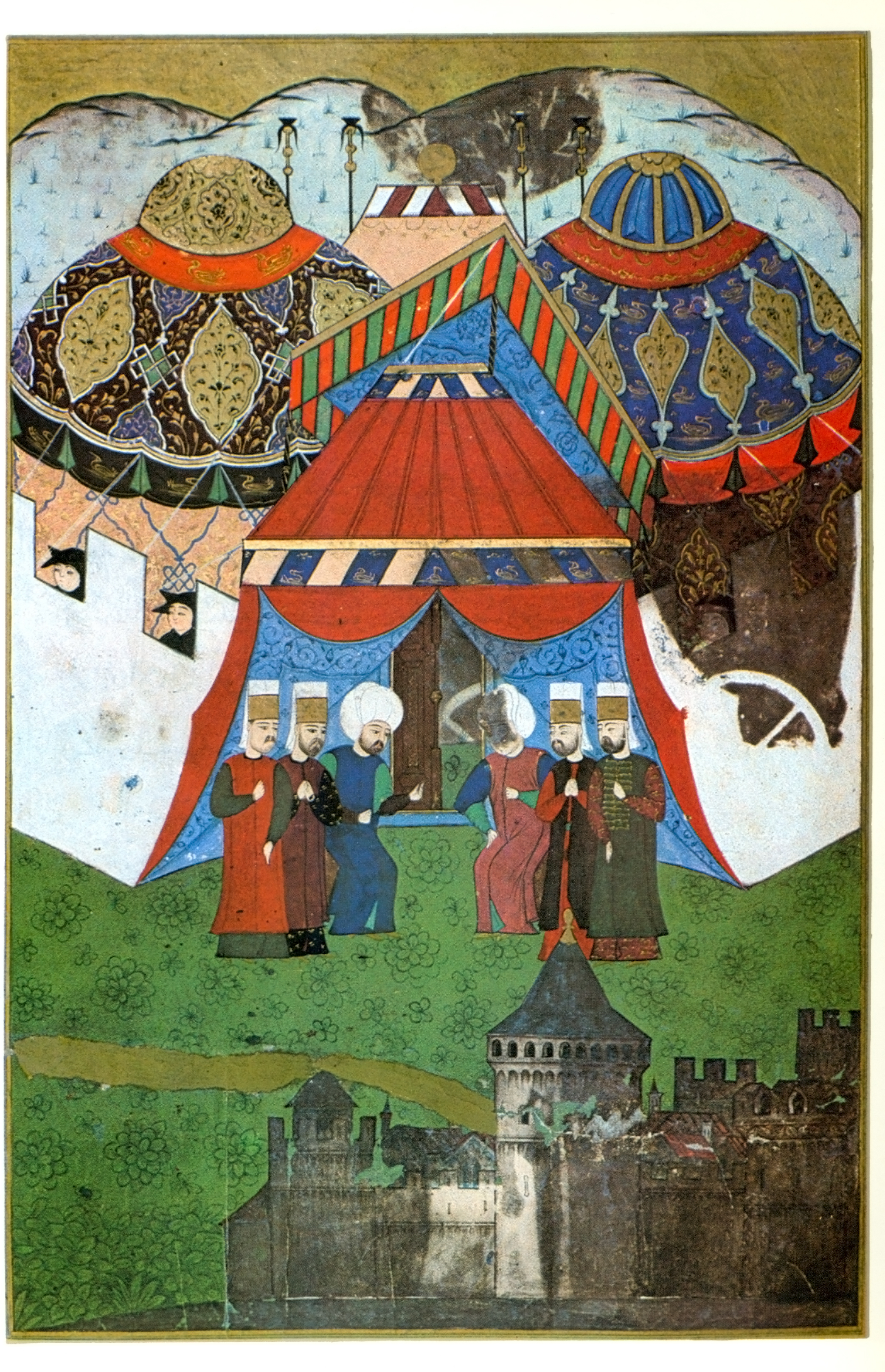
Армия Сулеймана I прибывает в Белград, Селим II ждёт этого
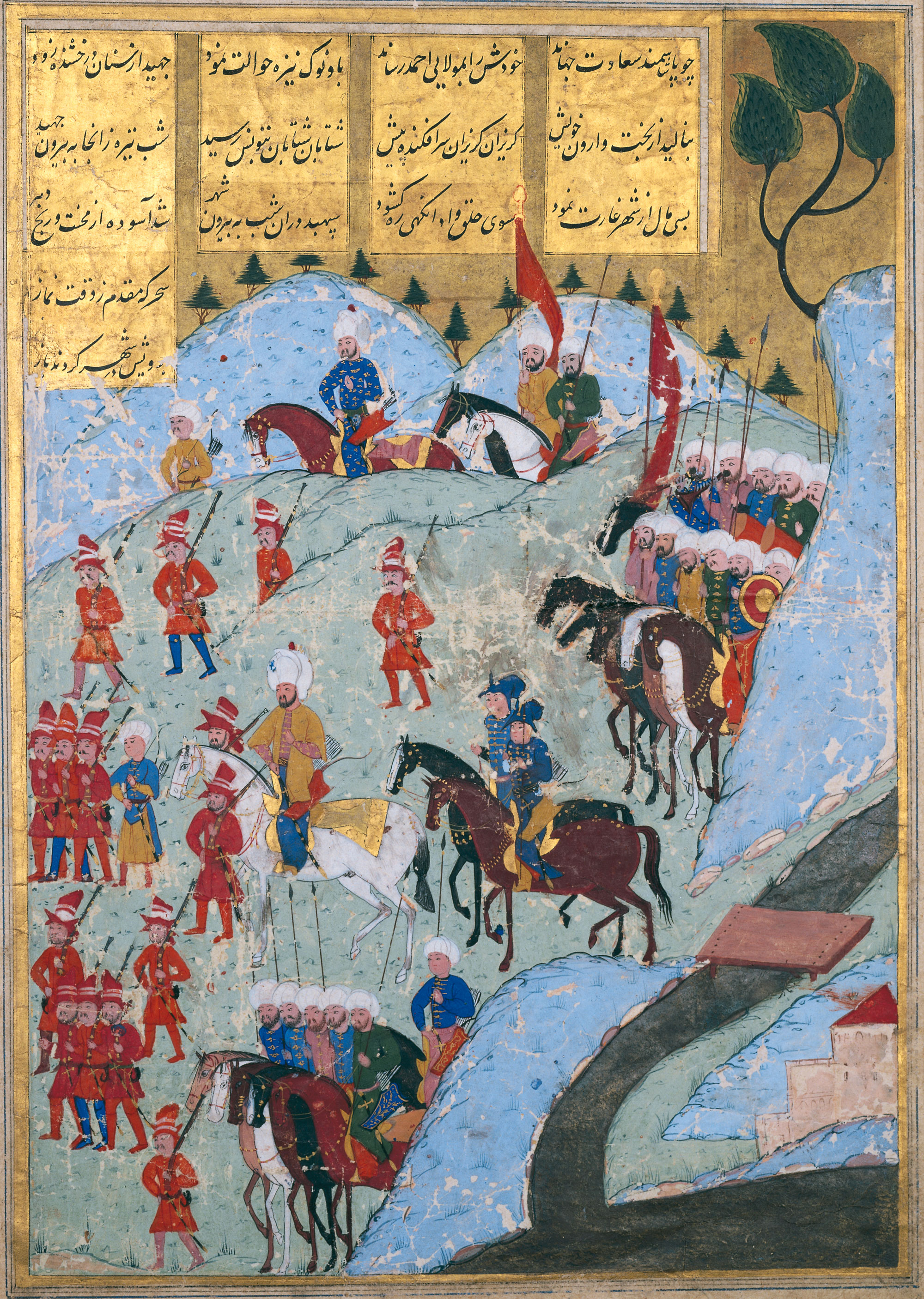
Османская армия ведёт марш на город Тунис в 1569 году
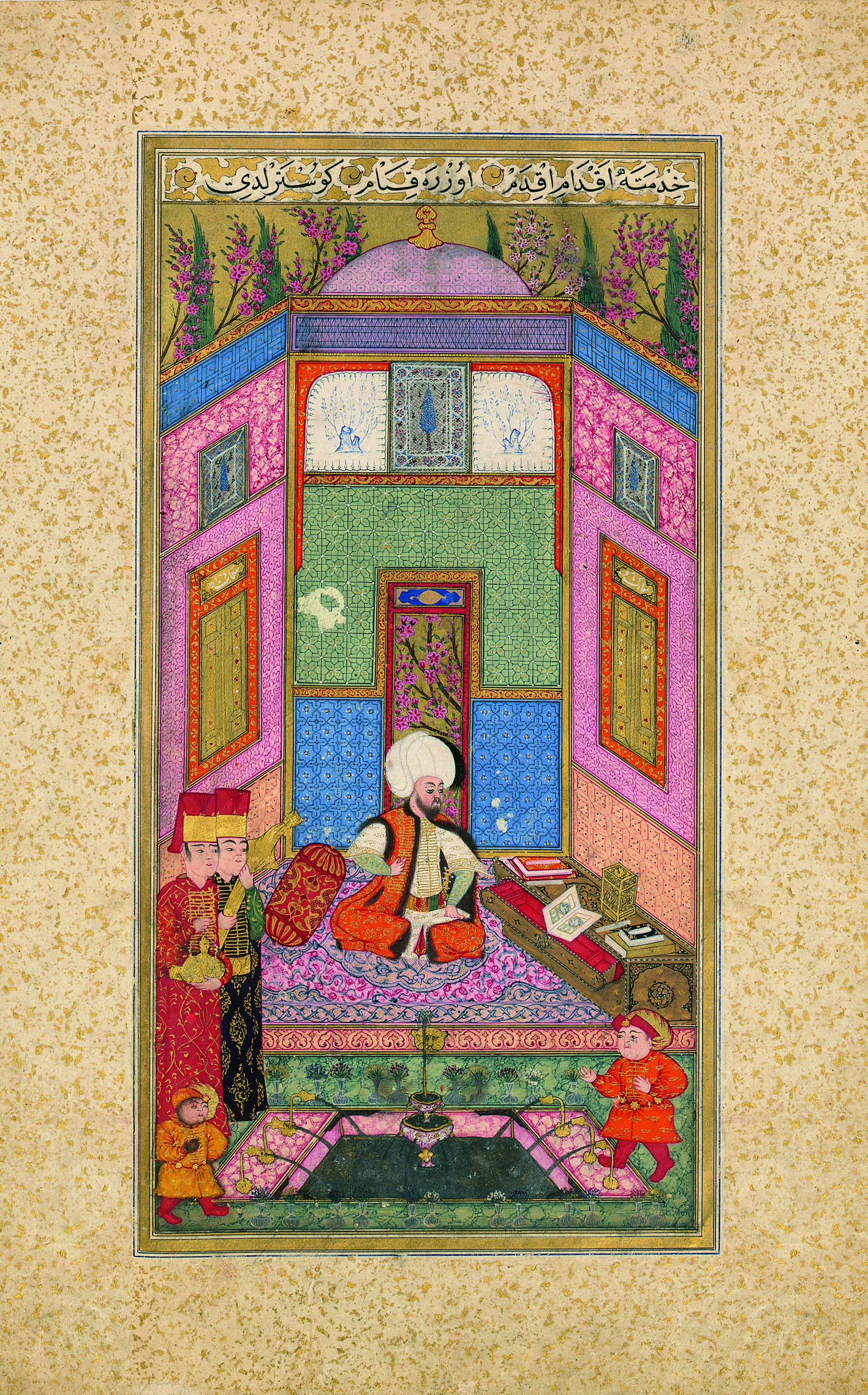
Султан Мурад III в Книге счастья (1582)
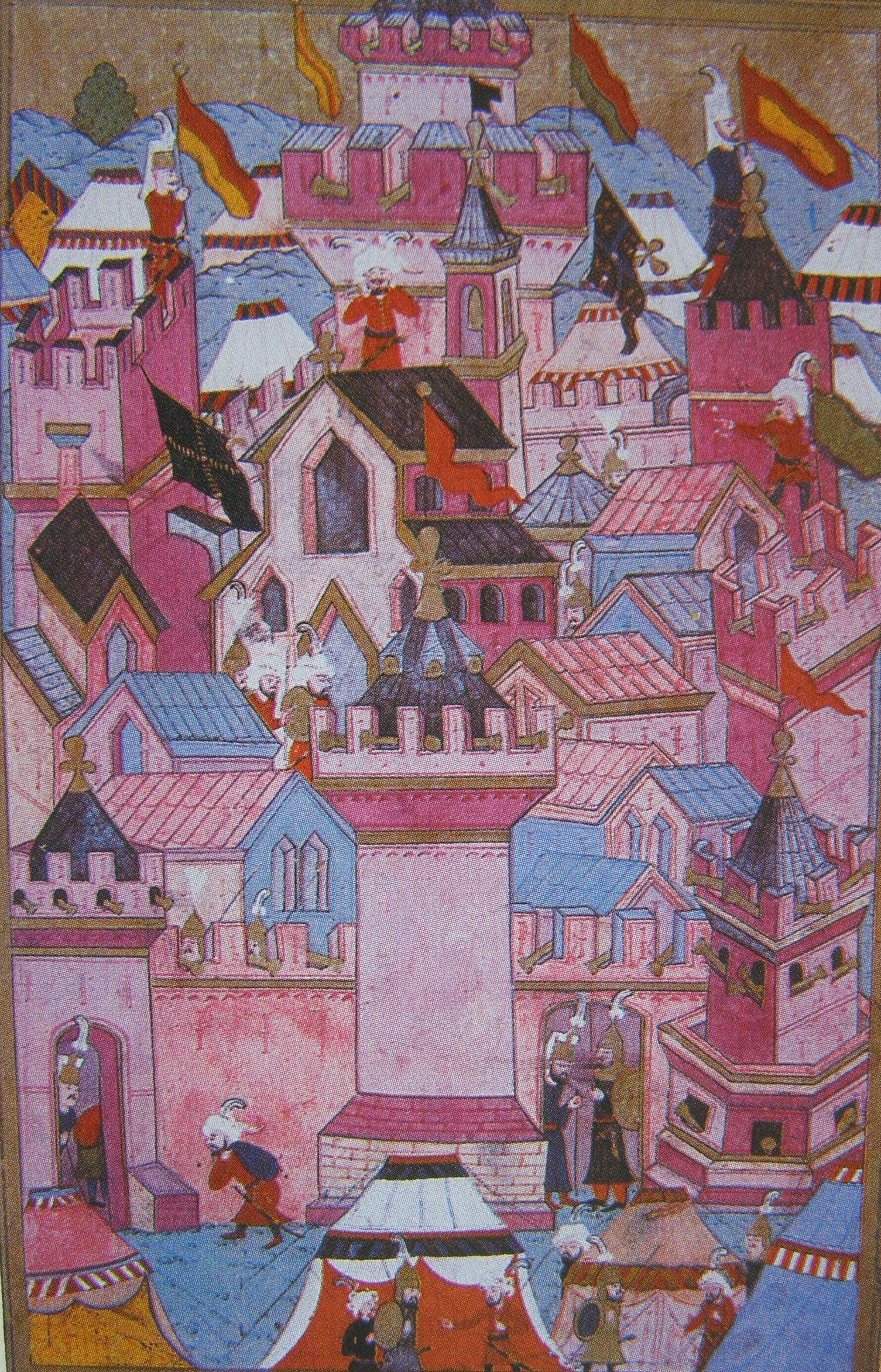
Осада Эстергома (1543)